# ホノルル (軽巡洋艦)
ホノルル (USS Honolulu, CL-48) は、アメリカ海軍の軽巡洋艦。ブルックリン級軽巡洋艦の1隻。艦名は当時準州の扱いであったハワイ州の都市ホノルルに因む。その名を持つ艦としては2隻目。

## 艦歴
ホノルルはニューヨーク州ニューヨークのブルックリン海軍工廠で起工した。1937年8月26日にヘレン・ポインデクスター（ハワイ州知事ジョセフ・B・ポインデクスターの娘）によって命名、進水し、1938年6月15日に艦長オスカー・スミス大佐の指揮下就役した。
イギリスへの整調巡航後、ホノルルはカリブ海で艦隊演習および訓練に従事した。1939年5月24日にニューヨークを出航、太平洋艦隊に合流するためカリフォルニア州サンペドロに向かい、6月14日に到着した。同年の残りは西海岸での演習に従事し、1940年の前半をロングビーチ沖での作戦活動およびピュージェット・サウンド海軍造船所でのオーバーホールに費やす。11月5日に真珠湾での任務のため出航し、1941年まで同地で活動する。

### 第二次世界大戦
1941年12月8日の真珠湾攻撃時、ホノルルは真珠湾海軍基地に停泊中であった。攻撃でホノルルは急降下爆撃を受け、250キロ爆弾1発と至近弾により船体を小破した。修理後、ホノルルは1942年1月12日にサンフランシスコへの船団護衛任務で出航し、1月21日に到着した。その後も船団護衛任務でオーストラリア、サモアへの巡航を行い、1942年5月後半に帰国した。
日本軍の北方への進出に対抗し、ホノルルは同地の支援のため5月29日に出航した。アラスカ州コディアックでの2ヶ月に及ぶ活動後、8月7日に重巡洋艦「インディアナポリス」、「ルイビル」などともにキスカ島に対する艦砲射撃を行った。この艦砲射撃による日本側の被害は水上戦闘機1機破損、戦死者2名であった。8月21日、アダック島に対する上陸部隊の支援を行う。同島への上陸はアリューシャン列島への侵攻の足がかりであった。メア・アイランド海軍造船所でのオーバーホール後、ホノルルは11月3日にサンフランシスコを出航し、南太平洋のヌメアへ向かう船団の護衛を担当した。

#### ルンガ沖夜戦（タサファロング沖海戦）
11月後半に入り、ホノルルはカールトン・H・ライト少将の第67任務部隊に加わった。第67任務部隊は南太平洋部隊司令官ウィリアム・ハルゼー大将の命を受けて、「東京急行」を「脱線」させるべく11月29日にニューヘブリディース諸島のエスピリトゥサント島を出撃し、ガダルカナル島近海に急行した。11月30日も終わろうとする真夜中、ガダルカナル島北方のアイアンボトム・サウンドと呼ばれた海域に東から第67任務部隊が、西から田中頼三少将率いる第二水雷戦隊の一隊がサボ島の西南方からそれぞれ進入した。
ルンガ沖夜戦は、互いの部隊が相手を探知したことから始まった。第67任務部隊の攻撃は相手警戒隊の駆逐艦高波を爆発炎上させた。第67任務部隊が瀕死の高波に気を取られている最中、第二水雷戦隊は第67任務部隊が発砲の際に発する閃光を頼りに相手の動きを探り、第67任務部隊の射程外に達したと判断するや酸素魚雷を大量に発射。第67任務部隊の巡洋艦は魚雷発射に気付かず通常の速力で航行していたため、酸素魚雷の槍衾に晒された。先頭艦の重巡洋艦ミネアポリス (USS Minneapolis, CA-36) および二番艦ニューオーリンズ (USS New Orleans, CA-32) は共に艦首に魚雷が命中し、両艦とも艦首が吹き飛ばされ鼻先がない面を並べるに至った。三番艦ペンサコーラ (USS Pensacola, CA-24) は後部に魚雷が命中して大火災を発生した。殿艦ノーザンプトン (USS Northampton, CA-26) には2本が命中し、同じ場所に命中したように見えた。
当のホノルルはペンサコーラとノーザンプトンの間に挟まれて航行していたが、前を航行する3隻の様子を見て、30ノットの速力で非戦側に避けて酸素魚雷の槍衾から逃れることが出来た。アメリカ側は輸送作戦を阻止したため戦略的には勝ったものの、ノーザンプトンが沈没して他の重巡洋艦もひどく損傷したので、戦術的には完敗した。

#### クラ湾夜戦（クラ湾海戦）
ホノルルは1943年の初頭を第67任務部隊と共にエスピリトゥサント島を本拠にして活動し、「東京急行」を攻撃し続けた。5月にはソロモン諸島のニュージョージア島へ砲撃を行う。6月28日、ホノルルは第36.1任務群（ウォルデン・L・エインスワース少将）に加わり、その旗艦となった。第36.1任務群はエスピリトゥサント島を出撃し、ソロモン諸島での砲撃任務を継続した。7月4日、ニュージョージア島への上陸支援を行った後、夜になってクラ湾に入りバイロコの飛行場を砲撃したが、「東京急行」に従事中の第三水雷戦隊（秋山輝男少将）の進入に気付かず、駆逐艦ストロング (USS Strong, DD-467) を雷撃と砲撃で失った。第36.1任務群はストロング乗組員を救助してガダルカナル島沖に引き返したが、ハルゼー大将から別の「東京急行」の出発を知らされクラ湾に急行した。
7月6日夜、第36.1任務群はニュージョージア島北方海域を航行中、輸送作戦から帰投中の第三水雷戦隊と遭遇した。この時起こったクラ湾夜戦では、ホノルルはレーダーにより戦隊旗艦の駆逐艦新月および、後に続く涼風、谷風を探知。ヘレナ (USS Helena, CL-50) およびセントルイス (USS St. Louis, CL-49) とともに砲撃を開始し、新月に火災を発生させて撃沈し、もう1隻を大破させたと判断した。しかし、タサファロング沖と同様に新月の火災に気を取られているうちに魚雷を発射され、ヘレナが魚雷槍衾の餌食となってしまった。第36.1任務群は態勢を立て直すため引き返した。

#### コロンバンガラ島沖海戦（コロンバンガラ海戦）

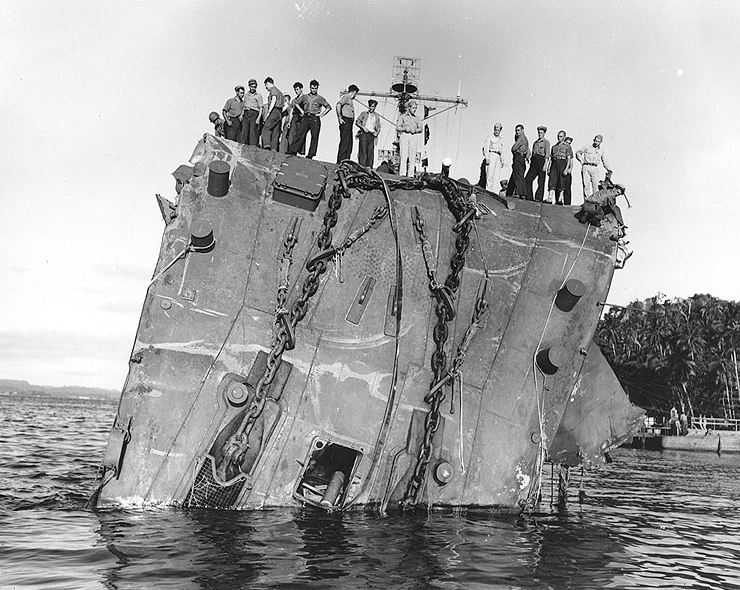
コロンバンガラ島沖海戦で艦首を損傷したホノルル。1943年7月20日

一週間後の7月12日、沿岸監視員が「東京急行」の通過を通報してきた。ハルゼー大将はエインスワース少将に再度の「東京急行脱線」を命じ、沈没したヘレナに代わってオーストラリア軽巡洋艦リアンダー (HMNZS Leander) を編入した第36.1任務群はコロンバンガラ島近海に急行した。
真夜中を回った頃、第36.1任務群は「ザ・スロット」とあだ名がつけられたニュージョージア海峡で第二水雷戦隊（伊崎俊二少将）および輸送隊と遭遇した。ホノルルは1時10分、サーチライトを照射して自身の在り処を知らしめていた軽巡洋艦神通に対して砲撃を開始した。1,110発の6インチ砲弾を消費した3度の斉射の後、神通は炎上。伊崎少将以下がことごとく戦死し、魚雷の命中により船体が折れた神通は大爆発を起こして沈没した。しかし、神通が的になってくれたおかげで雪風以下の駆逐艦は被害なく魚雷を発射することが出来た。最初の魚雷発射でリアンダーに2本命中し、リアンダーは大破して後退していった。
第36.1任務群、第二水雷戦隊共に態勢を立て直し、第二合戦に入った。ホノルルはレーダーで新たな目標を探知したが、敵味方の区別がつかず射撃できず、この間隙を突いて雪風以下4隻の駆逐艦は、右舷方向に発見したホノルルらに対して2度目の魚雷発射と砲撃を行った。エインスワース少将は探知した目標が敵か味方か分からないまま、腹をくくって目標への砲撃を始めた。しかしこの時、雪風以下4隻の駆逐艦から発射された魚雷がホノルルとセントルイスに迫っていた。回避も間に合わず魚雷は命中し、セントルイスの艦首に1本命中して艦首をねじり、ホノルルには艦首に1本、艦尾にも1本が命中。艦尾命中の魚雷は爆発しなかったが、ホノルルは艦首が折れて垂れ下がり、セントルイスとともにタサファロング沖の「惨状」を再現してしまった。ホノルルはさらに、前方を横切った駆逐艦グウィン (USS Gwin, DD-433) を踏み潰すところだった。第36.1任務群はツラギ島に後退し、ホノルルは同地での応急修理の後、真珠湾へ向かった。8月16日、ホノルルは真珠湾に到着し本格修理に入る。その後、メア・アイランド海軍造船所に回航されてオーバーホールが行われた。

#### 1944年
メア・アイランドでの追加修理後、ホノルルは1943年11月17日にサンフランシスコを出航し、日本に対する攻撃に復帰した。12月11日にエスピリトゥサント島に到着、同月後半にソロモン諸島における作戦活動を再開する。12月27日にホノルルはブーゲンビル島において敵部隊および艀船、補給船に対する砲撃を行う。1944年の初頭はソロモン諸島における砲撃および偵察任務を継続し、2月13日にはグリーン島に対する上陸部隊の支援を行う。その後マリアナ諸島のサイパン島およびグアムに対する攻撃準備のためソロモン諸島から後退した。
6月前半にはサイパン島南東部に対する砲撃に参加する。6月中旬、グアムを砲撃している間にホノルルは北西部で日本艦隊の迎撃を命じられた（マリアナ沖海戦）。6月28日にエニウェトク環礁へ帰投し、3週間の間に整備と補給を受け、その後グアム侵攻の支援を行う。8月18日まで砲撃を行い、その後フロリダ島パーヴィス湾に帰投。ホノルルは9月6日に出航し、ペリリューの戦いおよびアンガウルの戦いの支援砲撃を行った後、同地に留まった。日本軍の抵抗はほぼ消滅し、アメリカ海軍は自由に活動が行える状況になっていた。
10月12日、ホノルルはアドミラルティ諸島マヌス島で部隊と合流し、レイテ侵攻支援のためフィリピンに向かった。10月19日にレイテ湾で砲撃を開始し、翌日は上陸の護衛を担当した。10月20日16時ごろ、ホノルルは敵雷撃機を観測、敵機は魚雷を発射した。熟練した回避行動にもかかわらず、魚雷は左舷に命中し爆発、船体に損傷を与えた。
翌日戦線を離脱したホノルルは10月29日にマヌス島に到着し、応急修理が行われた。その後11月19日にノーフォークに向けて出航、真珠湾、サンディエゴ、パナマ運河を経由して1944年12月20日に到着した。ホノルルは修理が行われ、そのまま終戦までノーフォークに留まる。修理完了後の公試は1945年10月に行われ、ロードアイランド州ニューポートに向けて出航、訓練艦としての任務に就く。1946年1月8日にフィラデルフィアに到着し、同地で1947年2月3日に退役、予備役艦隊入りした。1959年11月17日(1959年10月12日とも)、ホノルルはスクラップとして売却された。
ホノルルは第二次世界大戦の戦功で8個の従軍星章を受章した。